# ATP Challenger Brest
Koordinaten: 48° 23′ 15,3″ N, 4° 31′ 11,9″ W
Das ATP Challenger Brest (offizieller Name: Open Brest Crédit Agricole) ist ein Tennisturnier in Brest, das 2015 zum ersten Mal ausgetragen wurde. Es ist Teil der ATP Challenger Tour und wird auf Hartplatz ausgetragen. Bereits von 1988 bis 2002 wurde an selber Stelle ein Challenger-Turnier in Brest ausgetragen.

## Liste der Sieger

### Einzel
| Jahr                         | Sieger             | Finalgegner           | Ergebnis          |
| ---------------------------- | ------------------ | --------------------- | ----------------- |
| 2024                         | Otto Virtanen      | Benjamin Bonzi        | 6:4, 4:6, 7:66    |
| 2023                         | Pedro Martínez     | Benjamin Bonzi        | 7:66, 7:61        |
| 2022                         | Grégoire Barrère   | Luca Van Assche       | 6:3, 6:3          |
| 2021                         | Brandon Nakashima  | João Sousa            | 6:3, 6:3          |
| 2020                         | abgesagt           | abgesagt              | abgesagt          |
| 2019                         | Ugo Humbert        | Jewgeni Donskoi       | 6:3, 6:2          |
| 2018                         | Hubert Hurkacz     | Ričardas Berankis     | 7:5, 6:1          |
| 2017                         | Corentin Moutet    | Stefanos Tsitsipas    | 6:2, 7:68         |
| 2016                         | Norbert Gombos     | Yannik Reuter         | 7:5, 6:2          |
| 2015                         | Ivan Dodig         | Benoît Paire          | 7:5, 6:1          |
| 2003–2014: nicht ausgetragen |                    |                       |                   |
| 2002                         | Irakli Labadse     | Paradorn Srichaphan   | 6:4, 7:5          |
| 2001                         | nicht ausgetragen  | nicht ausgetragen     | nicht ausgetragen |
| 2000                         | Michel Kratochvil  | Johan Settergren      | 3:6, 6:4, 7:62    |
| 1999                         | Roger Federer      | Maks Mirny            | 7:6, 6:3          |
| 1998                         | Jérôme Golmard     | Jean-Baptiste Perlant | 6:4, 6:4          |
| 1997                         | Johan van Herck    | Sébastien Grosjean    | 4:6, 6:2, 6:4     |
| 1996                         | Guillaume Raoux    | Karol Kučera          | 6:4, 4:6, 6:1     |
| 1995                         | Andrei Tschesnokow | Jérôme Golmard        | 6:4, 6:3          |
| 1994                         | Jeremy Bates       | Lionel Barthez        | 6:3, 6:1          |
| 1993                         | Jonathan Stark     | Guillaume Raoux       | 7:6, 6:3          |
| 1992                         | Marcos Ondruska    | Bernd Karbacher       | 5:7, 6:3, 6:0     |
| 1991                         | Fabrice Santoro    | Cédric Pioline        | 6:4, 7:5          |
| 1990                         | Cédric Pioline     | Richard Krajicek      | 6:3, 6:4          |
| 1989                         | Veli Paloheimo     | Olivier Delaître      | 6:2, 6:2          |
| 1988                         | Luke Jensen        | Stéphane Grenier      | 4:6, 6:3, 6:4     |

### Doppel
| Jahr                         | Sieger                               | Finalgegner                            | Ergebnis          |
| ---------------------------- | ------------------------------------ | -------------------------------------- | ----------------- |
| 2024                         | Nicolás Barrientos Skander Mansouri  | Jakub Paul Matěj Vocel                 | 7:5, 4:6, [10:5]  |
| 2023                         | Yuki Bhambri Julian Cash             | Robert Galloway Albano Olivetti        | 6:75, 6:3, [10:5] |
| 2022                         | Viktor Durasovic Otto Virtanen       | Filip Bergevi Petros Tsitsipas         | 6:4, 6:4          |
| 2021                         | Sadio Doumbia Fabien Reboul          | Salvatore Caruso Federico Gaio         | 4:6, 6:3, [10:3]  |
| 2020                         | abgesagt                             | abgesagt                               | abgesagt          |
| 2019                         | Denys Moltschanow Andrej Wassileuski | Andrea Vavassori David Vega Hernández  | 6:3, 6:1          |
| 2018                         | Sander Gillé Joran Vliegen           | Leander Paes Miguel Ángel Reyes Varela | 3:6, 6:4, [10:2]  |
| 2017                         | Sander Arends (2) Antonio Šančić     | Scott Clayton Divij Sharan             | 6:4, 7:5          |
| 2016                         | Sander Arends (1) Mateusz Kowalczyk  | Marco Chiudinelli Luca Vanni           | 6:72, 6:3, [10:5] |
| 2015                         | Wesley Koolhof Matwé Middelkoop      | Ken Skupski Neal Skupski               | 3:6, 6:4, [10:6]  |
| 2003–2014: nicht ausgetragen |                                      |                                        |                   |
| 2002                         | Ben Ellwood Stephen Huss             | Jonathan Erlich Andy Ram               | 6:1, 6:4          |
| 2001                         | nicht ausgetragen                    | nicht ausgetragen                      | nicht ausgetragen |
| 2000                         | Tuomas Ketola Laurence Tieleman      | František Čermák Ota Fukárek           | 7:65, 1:6, 6:3    |
| 1999                         | Martin Damm Maks Mirny               | Justin Gimelstob Brian MacPhie         | 4:6, 6:1, 6:4     |
| 1998                         | Neville Godwin Marcos Ondruska       | Rodolphe Gilbert Lionel Roux           | 4:6, 6:1, 6:4     |
| 1997                         | Dave Randall Jack Waite              | John-Laffnie de Jager Robbie Koenig    | 4:6, 6:1, 6:4     |
| 1996                         | Donald Johnson Mark Keil             | Kelly Jones Dave Randall               | 6:4, 6:2          |
| 1995                         | Olivier Delaître Guillaume Raoux     | Kent Kinnear Dave Randall              | 7:5, 6:7, 6:4     |
| 1994                         | Trevor Kronemann David Macpherson    | Bryan Shelton Kevin Ullyett            | 6:1, 6:4          |
| 1993                         | Ellis Ferreira Grant Stafford        | Mike Briggs Trevor Kronemann           | 2:6, 7:5, 7:5     |
| 1992                         | Marius Barnard Brent Haygarth        | Ģirts Dzelde Bent-Ove Pedersen         | 6:2, 7:6          |
| 1991                         | Lars Koslowski Arne Thoms            | Patrik Kühnen Alexander Mronz          | 6:2, 1:6, 6:3     |
| 1990                         | Ģirts Dzelde Martin Damm             | Wayne Ferreira Piet Norval             | 6:4, 6:4          |
| 1989                         | Patrick Galbraith Joey Rive          | Olivier Delaître Thierry Tulasne       | 6:4, 6:1          |
| 1988                         | John Letts Bruce Man Son Hing        | Thierry Champion François Errard       | 6:3, 6:3          |